# Hitachi Data System
Hitachi Data Systems (HDS) è una società che produce sistemi di storage modulari e di classe enterprise, software e servizi. La società è controllata al 100% da Hitachi Ltd.
È presente in più di 170 nazioni direttamente o tramite il canale dei propri partner. I clienti di Hitachi Data Systems includono oltre il 50% delle "Fortune 100".
È stata fondata nel 1989, quando Hitachi ed Electronic Data Systems (EDS) acquisirono National Advanced Systems (NAS) da National Semiconductor e ne cambiarono la denominazione in Hitachi Data Systems.
Nel Settembre 2011 ha acquisito BlueArc, società che sviluppa e vende soluzioni NAS per immagazzinare e gestire dati non strutturati.
Il 19 settembre 2017 è diventata parte di Hitachi Vantara, una nuova società che unisce le attività di Pentaho, Hitachi Data Systems e Hitachi Insight Group.

## Organizzazione societaria
Hitachi Data Systems ha il proprio quartier generale a Santa Clara, da cui gestisce i mercati di Nord e Sud America. Il quartier generale regionale EMEA (Europe, Middle East, and Africa) è basato a Sefton, nel Regno Unito. Il quartier generale regionale APAC (Asia Pacific) è basato ad Hong Kong.